# Киргизское
Киргизское (каз. Қырғыз) — озеро в Денисовском районе Костанайской области Казахстана. Находится в 1 км к югу от посёлка Архангельское.
По данным топографической съёмки 1958 года, площадь поверхности озера составляет 1,58 км². Наибольшая длина озера — 1,5 км, наибольшая ширина — 1,3 км. Длина береговой линии составляет 5,2 км, развитие береговой линии — 1,15. Озеро расположено на высоте 230,6 м над уровнем моря.